# De Havilland DH.94 Moth Minor
Dimensions
Le De Havilland Moth Minor, ou DH.94, est un avion d'entrainement et de tourisme conçu par De Havilland Aircraft Company. Il fait son premier vol en 1937.

## Conception
L'idée derrière la conception du DH.94 est de proposer un remplaçant monoplan aux biplans d'entraînement produits par la firme (le plus répandu étant le  de Havilland DH.82 Tiger Moth). L'aérodynamique supérieure d'un monoplan à aile basse, débarrassé de la traînée induite par les treillis, permet de concevoir un avion ayant les même performances que le Tiger Moth, tout en ayant un moteur plus petit. C'est le même raisonnement qui avait déjà conduit au DH.81 Swallow Moth (1931), prototype resté sans suite. Le DH.94 est donc un biplace en tandem, monoplan à aile basse, construit avec une structure en épicéa et une couverture en contreplaqué (sauf la queue entoilée). Son moteur est un quatre cylindres en ligne refroidi par air, de la même famille (De Havilland Gipsy) que celui du Tiger Moth mais plus petit : un Gipsy Minor de 3,76 litres 90 chevaux, au lieu d'un Gipsy Major de 6.1 litres et 130 chevaux. La partie extérieure des ailes peut être repliée vers l'arrière, ce qui permet de stationner plus facilement l'avion dans un hangar, son envergure étant assez grande pour un appareil de cette catégorie,. 

## Utilisation
Le Moth Minor est bien reçu par ses pilotes, et environ 140 exemplaires sont produits, la guerre interrompt la production. Il ne parvient cependant pas à détrôner le Tiger Moth, qui est produit en masse pour la formation des cadets pendant la guerre. 40 exemplaires sont assemblés par De Havilland Australie après les avoir expédiés en pièces détachées d'Angleterre. Les exemplaires restant après la guerre connaissent une longue carrière comme avions privés. 